# 柯勒山
柯勒山（英語：Mount Kohler）是南極洲的山峰，位於瑪麗伯德地，處於博伊德冰川南岸，海拔高度480米，屬於福特山脈的一部分，現時由南極條約體系管理。